# McDonnell Douglas MD-12
El McDonnell Douglas MD-12 fue un diseño de avión comercial de fuselaje ancho llevado a cabo por la compañía McDonnell Douglas a principios de los años 1990. De haberse llegado a construir, habría tenido dimensiones muy similares a las de un Boeing 747-400, pero con una doble cubierta de pasajeros a lo largo de todo el fuselaje (tipo "superjumbo"), derivando en una capacidad un poco mayor que la de aquel.

## Diseño
El ya desaparecido fabricante de aviones McDonnell Douglas estudió versiones mejoradas, alargadas y más potentes del trimotor a reacción MD-11, denominadas momentáneamente como MD-12X. Esta variante extendida hubiese tenido una longitud de 72 m y una envergadura de 64,39 m, y posiblemente hubiese incluido una cubierta inferior frontal de pasajeros con ventanas panorámicas.
La junta de directores de McDonnell Douglas acordó en octubre de 1991 ofrecer el por entonces nuevo diseño del MD-12X a las aerolíneas. Por otro lado, en noviembre de 1991 McDonnell Douglas y Taiwan Aerospace Corporation firmaron un "memorando de entendimiento", para conformar la compañía que produciría el nuevo diseño. La nueva empresa conformada habría tenido a McDonnell Douglas como el accionista mayoritario, aunque sólo con el 51 % del capital. Taiwan Aerosp. por su parte, se habría quedado con el 40 % de las acciones, mientras que otras compañías asiáticas menores se hubiesen repartido el 9% restante.
El diseño posterior derivó en el bastante más grande MD-12, con cuatro motores en lugar de tres. Esto se debía a que, dado que se necesitaría un empuje combinado de más de 100 000 kgf, hubiese sido necesario colocar un motor turbofan o turbosoplante de unos 35 000 kgf (por ejemplo, un GE90) debajo del estabilizador vertical, lo que le habría colocado un peso potencialmente excesivo sobre la popa o parte trasera del avión. Otra de sus características sobresalientes, sino la más destacable, estribaba en su doble cabina de pasajeros a lo largo de todo el fuselaje. La longitud de la variante básica y principal del MD-12 era de 63 m, a la vez que poseía una envergadura de 64,54 m. Por su parte, el ovalado fuselaje propuesto medía 7,4 m de ancho y 8,5 de alto.
McDonnell Douglas finalmente desveló, en abril de 1992, el diseño del MD-12 al público especializado. De acuerdo a la en ese momento optimista agenda de la empresa, el primer vuelo del nuevo avión debía tener lugar hacia fines de 1995, y la primera entrega a una aerolínea, dos años después (en 1997).
Esto era similar en concepto al Airbus A380 y al Boeing NLA, y hubiese sido un poco más grande y de mayor capacidad que el Boeing 747-400, el cual habría sido su directo y natural competidor. Por su parte, Douglas también había realizado estudios tempranos, ya durante la década de 1960, sobre un diseño de doble cabina de pasajeros.
A pesar del agresivo mercadeo y de la gran excitación inicial, especialmente entre algunas revistas especializadas de aviación, ninguna aerolínea llegó a realizar pedido efectivo alguno del nuevo avión. MDC se quedaría sin los recursos financieros necesarios después de que la empresa asociada al proyecto, Taiwan Aerospace, decidiese abandonarlo.
Por otro lado, el desarrollo y construcción de un avión comercial gigante con dos pisos para pasajeros ha demostrado ser una tarea excesivamente compleja y cara, incluso para Airbus y Boeing, los dos colosos aerospaciales residuales (tras la adquisición de McDonnell Douglas por parte de Boeing en 1997). Boeing tan sólo llegaría a estudiar variantes aún más grandes de su ya clásico Boeing 747, que básicamente consistían en un fuselaje de mayor longitud (de unos 80 m) y en la extensión de su cabina superior de pasajeros a lo largo de todo el mismo, lo que hubiese derivado en la desaparición de su tradicional joroba.
Por parte del consorcio europeo Airbus Industrie, un avión aún más grande que el hipotético MD-12, el colosal A380 finalmente entró en servicio en 2007, no sin antes haber tenido varios problemas financieros, no sólo debido al costo implícito de su desarrollo, sino al retraso en la entrega de las primeras unidades a la aerolíneas compradoras.. De hecho, Airbus está teniendo varias dificultades en lograr alcanzar los 200-250 pedidos para su gigantesca aeronave, debido a lo específico de su nicho de mercado. Recién entre esa cantidad de unidades la empresa podría recuperarse de la sangría financiera de más de 9000 millones dólares estadounidenses dedicados al desarrollo del proyecto, desde sus iniciales diseños conceptuales por computadora hasta su primer vuelo de pruebas, en abril de 2005.
Con la cancelación del programa MD-12, McDonnell Douglas prefirió enfocarse en el desarrollo de derivados del MD-11, en el rango de capacidad media-alta., del orden de los 300-400 pasajeros. Así fue que, durante el show aéreo internacional de 1996 en Farnborough, la compañía decidió volver a apostar por un nuevo trirrector aún más grande que el MD-11, denominado momentáneamente MD-XX. No obstante esta aeronave no llegaría a concretarse nunca.. El MD-XX fue ofrecido en dos variantes: el MD-XX Stretch ("estirado o extendido"), la cual tenía un fuselaje de mayor longitud, y el D-XX LR (Long Range), que ofrecía incluso mayor alcance para un avión que ya de por sí ofrecía bastante autonomía. Ambas variantes del MD-XX tenían un envergadura de 64,5 m, la misma que la del eventual MD-12, y prácticamente igual a la del Boeing 747-400. El MD-XX Stretch ("alargado") hubiese tenido una longitud de 68,3 m (9,7 más que el MD-11) y permitía acomodar 375 pasajeros en una típica configuración de 3 clases, y 511 en una de una eventual de una sola clase, con una densidad de asientos más alta. Su autonomía sería de 7020 millas náuticas (unos 13 000 km). El MD-XX LR (Long Range, de largo alcance) tendría la misma longitud del MD-11 y si bien tendría una menor capacidad de pasajeros (309 dispuestos en tres clases), tendría una autonomía un poco mayor, del orden de las 8320 millas náuticas (15 400 km). No obstante, la junta de directores de McDonnell Douglas Company decidió ponerle fin al programa del MD-XX en el mes de octubre de 1996. De hecho, la inversión en ese programa en cuestión era demasiado para la compañía, la cual ya sufría de problemas financieros.

## Variantes
El MD-12 llegó a ofrecerse en cuatro variantes optativas.
- MD-12 HC (High Capacity, de alta capacidad)
- MD-12 LR (Long Range, de alcance o autonomía extendido/da)
- MD-12 ST (Stretch, alargado)
- MD-12 Twin (versión bimotora, con dos turbofans o turbosoplantes de mayor empuje unitario que los de la versión cuatrimotora básica).

## Especificaciones
Datos técnicos correspondientes al hipotético MD-12 High Capacity ("de alta capacidad"), según la información promocional brindada por McDonnell Douglas.
- Tripulación (en la cabina): 2 (piloto y copiloto)
- Capacidad: 430 pasajeros en tres clases (primera, ejecutiva y turista), y hasta 511 pasajeros en una configuración de una sola clase.
- Longitud: 63,40 m
- Envergadura: 64,92 m
- Altura: 22,55 m
- Área o superficie alar: 543,1 m²
- Masa vacío: 187 650 kg
- Masa máxima al despegue: 430 500 kg
- Motorización: General Electric CF6-80C2 (turbofans, turbosoplantes o turboventiladores de alta derivación -high-bypass-).
- Número de motores: 4
- Empuje unitario: 274 kN (La versión bimotora -Twin- habría tenido un empuje unitario aún mayor)
- Empuje total: 1 096 kN
- Velocidad máxima: Mach 0,85, 1050 km/h
- Alcance o autonomía: 7170 nmi, 14 825 km.
- Relación empuje/masa: 0,25

## Lectura adicional
- Arthur Steffen, McDonnell Douglas MD-11: A long beach swansong (literalmente "MD-11: Un largo canto de cisne de playa", es decir "un último esfuerzo antes del retiro"), Midland, enero de 2002, ISBN 1-85780-117-2.